# Unic XU 4x4
L'UNIC XU 4x4 est un camion tactique militaire de 13 tonnes de P.T.C. à quatre roues motrices étudié par le constructeur français Unic en 1974.

## Histoire
En 1974, l’armée de Terre française envoie un cahier des charges aux principaux constructeurs de poids-lourds français afin de réaliser un camion tout terrain capable de transporter quatre tonnes de charge utile, avec à la clé, un contrat portant sur plus de 15 000 unités. Berliet et Saviem sont sollicités. Unic demande également à pouvoir participer à cet appel d'offres puisque l’entreprise est une société française qui, sous la marque Simca, a déjà été un fournisseur apprécié des armées avec les Simca Cargo puis Simca Marmon. Le besoin de l'armée de terre était de remplacer les Simca Cargo !
Les services centraux de l'armée, pressés par le gouvernement de l'époque, hésitent beaucoup à ajouter Unic à la liste des candidats. Des bruits insistants courent pour que l’état-major refuse ce véhicule pour deux raisons :
- le moteur Diesel qui équipe le XU 4×4 est d’origine Fiat V.I.,
- Unic est une filiale du groupe italien Fiat.

Il fallait surtout protéger les intérêts nationaux et s’assurer que toutes les pièces de rechange seraient fabriquées en France, le nationalisme étant encore très marqué à cette époque. Officieusement et à ce titre, la candidature d'Unic aurait même pu être rejetée. 
Officiellement, Unic sera admis à présenter une offre (que le gouvernement avait refusée d'avance) après que le constructeur a fait valoir que certes le moteur vient d'Italie mais le camion est fabriqué en France, à Trappes, comme des dizaines de milliers de camions Unic chaque année.
Unic présente le camion XU 4x4 avec ses deux concurrents français : Renault, le Saviem SM8 et Berliet, le Berliet GBD 4x4. Chaque constructeur doit fournir 10 exemplaires du véhicule aux services des armées pour qu'ils procèdent aux tests. Le résultat couru d'avance était que le Berliet soit retenu car l'armée venait juste d'acquérir une flotte de Berliet GBC 8KT qui était encore en cours de livraison.
En fait, c'est le Saviem SM8 4x4 qui fut retenu, avec une cabine Carrier (comme celle du GBD, d'où leur ressemblance). Le Berliet n'a pas été retenu car, officiellement, trop cher. Ce sera la cabine type 812 qui sera en définitive choisie par l'armée. Le véhicule n’avait cependant pas que des points positifs, l’armée a noté de graves faiblesses dans la suspension et la cabine torpédo présente de sérieux problèmes d’étanchéité, de sonorité et de visibilité. Sur tous ces points, Saviem dut revoir sa copie en profondeur. 
On n'a jamais parlé des résultats des tests de l'Unic ZU. Il n'a connu aucune faille dans les suspensions, la cabine était parfaitement étanche puisqu'elle sera choisie par d'autres armées sur des modèles Fiat et le moteur, largement plus puissant et fiable que ceux des concurrents était celui qui équipait les camions Fiat, Unic, OM, Magirus puis Iveco 130N. Un moteur Fiat-OM CP3, 6 cylindres de 7 412 cm³ développant 145 Ch DIN à 2 600 tours.
Pour être impartial, il faut préciser que le modèle SAVIEM n'était pas plus français que l'Unic XU. Le SM8 4x4 possédait un moteur 6 cylindres M.A.N. de 5,27 litres développant seulement 135 ch SAE (soit 120 Ch DIN), à pompe rotative Bosch. Le moteur était étranger, allemand pour SAVIEM, italien pour UNIC.

## Fin de la production des camions UNIC
L’exclusion pilotée d'UNIC à cet appel d'offres, confirmée quasi officiellement, sera très lourde de conséquences. Giovanni Agnelli, le tout puissant patron du groupe Fiat décida de replier toutes les productions de camions en Italie et une partie des usines françaises du constructeur seront transformées en magasin de pièces de rechange. En 1975, le « groupe » IVECO allait regrouper les marques Fiat V.I., OM, UNIC-FIAT et Magirus-Deutz sous le seul label IVECO.